# Kensuke Mitsuda
Kensuke Mitsuda (光田 健輔, Mitsuda Kensuke, 12 de janeiro de 1876 – 14 de maio de 1964) foi um hansenologista japonês. Foi diretor do Sanatório Tama Zenshoen (1914–1931) e do Sanatório Nacional de Nagashima Aiseien (1931–1957). Esteve à frente das políticas para a hanseníase no Japão. Recebeu a Ordem do Mérito Cultural (1951) e o Prêmio Damien-Dutton (1961). 
Embora não fosse imunologista, descobriu o teste da lepromina (conhecido como "teste de Mitsuda"). Este se provou útil na classificação da hanseníase. Contudo, a ideia original era distinguir os pacientes com hanseníase de pessoas sem a doença. Para isso, inventou um teste cutâneo usando bacilos mortos, a reação original de Mitsuda. Ele apresentou a descoberta no 3º Congresso Internacional de Lepra, em 1923, mas recebeu pouca atenção. Mitsuda armazenou o material necessário em um refrigerador e tentou persuadir muito médicos a estudá-lo e, finalmente, encontrou Fumio Hayashi. O teste de Mitsuda foi finalizado por Fumio Hayashi.